# در بارانداز
در بارانداز (به انگلیسی: On the Waterfront) نام فیلمی به کارگردانی الیا کازان محصول سال ۱۹۵۴ است که نگاهی با جرأت و انتقادی به فساد در اتحادیه بارانداز هوبوکن نیوجرسی دارد. فیلمنامه فیلم با اقتباسی آزاد از رویدادهای واقعی نوشته شده است.

## داستان
شخصیت اصلی فیلم تری مالوی (مارلون براندو)، یک بوکسور سابق که شغل عجیب و نخاله‌ای دارد و دستورهای جانی فریندلی (لی جی. کاب) را اجرا می‌کند. جانی فراندلی رئیس اتحادیه کارگران بارانداز است که فردی حقه باز و نادرست می‌باشد. چارلی (راد استایگر) برادر تری یکی از اعضای داخلی دار و دسته جانی می‌باشد و بخاطر نفوذ زیاد او تری مورد اعتماد گروه جانی می‌باشد. زمانی که یکی از کارگران بارانداز موقعیت جانی را تهدید می‌کند، جانی باهمکاری غیرعمدی تری آن کارگر را می‌کشد. در این بین پدر باری (کارل مالدن)- کشیش محلی- سعی می‌کند کارگران بندر را با صحبت علیه فساد موجود در اطراف آنها با رفتن نزد پلیس جنایی سازماندهی کند. پس از این تری بین وفاداری به جانی و برادر خودش و وجدان ناراحتش وهمچنین علاقه روزافزونش به خواهر کارگر کشته شده ادیک (اوا ماری سنت) وامانده و دچار تردید شده است. سرانجام، او به وضعیتی دچار می‌شود که فرار از آن در گروی خیانت به دیگریست.

## جوایز
این فیلم با هنرنمایی مارلون براندو توانست ۸ اسکار اصلی را تصاحب کند.
- بهترین فیلمنامه (باد شولبرگ)
- بهترین کارگردان (الیا کازان)
- بهترین بازیگر نقش اول مرد (مارلون براندو)
- بهترین بازیگر نقش مکمل زن (اوا ماری سنت)
- بهترین تدوین (جین میلفورد)
- بهترین فیلمبرداری -سیاه و سفید- (بوریس کافمن)
- بهترین طراحی صحنه (ریچارد دی)
- بهترین تصویر فیلم (سم اسپیگل - تهیه کننده)